# Homalocephalidae
Homalocephalidae es una familia inactiva de dinosaurios marginocéfalos paquicefalosaurianos que vivieron entre el Cretácico superior (hace aproximadamente 80 millones de años, en el Campaniense) en Asia y Norteamérica. Sólo se conoce un solo género, el Homalocephale y uno probable, Ornatotholus, que se cree que puede ser un espécimen juvenil de Stegoceras, por lo que la familia es redundante.